# 山口将司
山口 将司（やまぐち しょうじ、1982年8月28日 - ）は、日本の元俳優、元子役である。
東京都出身。1996年時点のプロフィールでは身長167cm。特技は空手初段、野球、サッカー。

## 略歴
1995年、『超力戦隊オーレンジャー』のリキ / キングレンジャー役で出演した。空手をやっていたためアクションには自信があったが、初期の撮影でNGを32回出してしまい、やっていけるか不安になったという。最終回は立ち回りが大変であったが好きな回に挙げている。『オーレンジャー』終了後に発売された書籍『超力戦隊オーレンジャー超全集』の対談で「いつか戦隊に戻ってきたい」と意欲を見せていた。
後に戦隊に出演した徳山秀典と同じテアトルアカデミー出身であり、徳山は「子役時代に、友達が『ダイレンジャー』や『オーレンジャー』のオーディションを受けるんだと言っていたのを覚えています」と語っている。
2012年4月25日には特撮ヒーローBAR「クリスタルスカイ」に一日店長として、『五星戦隊ダイレンジャー』キバレンジャー役の酒井寿と共に来店した。2012年6月25日に来席した際は結婚することを発表し、その後の2012年7月14日に二次会を開いた。クリスタルスカイ来店時には店長でありオーレッド役の宍戸マサルから撮影当時のエピソードを二人や一人で来店した時でも来店客の前で話すことがある。

## 出演

### テレビドラマ
- 超力戦隊オーレンジャー（1995年 - 1996年、テレビ朝日） - リキ / キングレンジャー 役
- 木曜の怪談（1995年 - 1996年、フジテレビ）
- 土曜ワイド劇場・棟居刑事シリーズ 棟居刑事の複合遺恨（1998年9月12日、テレビ朝日）

### オリジナルビデオ
- スーパー戦隊シリーズ
  - 超力戦隊オーレンジャー スーパービデオ オーレ！超力情報局（1995年、講談社） - リキ 役
  - 超力戦隊オーレンジャー オーレVSカクレンジャー（1996年、東映ビデオ） - リキ / キングレンジャー 役

### CM
- 学研の中一英語（1995年）